# Squattersko naselje
Squatter naselja su naselja koja se razviju u napuštenim zgradama razvijenih zemalja ili od raznog otpadnog materijala (dasaka, kartona, lima...) koja nastaju nekontroliranom gradnjom najčešće na rubovima velikih gradova nerazvijenih zemalja, kao posljedica prevelikog doseljavana ruralnog, niskokvalificiranog ili nekvalificiranog stanovništva u gradove, u potrazi za boljim životom. Primjer naseljavanja napuštenog naselja je u Italiji Bussana Vecchia, dok je Metelkova mesto u Ljubljani naseljena napuštena vojarna bivše JNA.
U Hrvatskoj postoje Kulturni centar Karlo Rojc u Puli, u Zagrebu, Knežija Vila Kiseljak.
Sam naziv squatter je iz engleskog govornog područja, a podrazumijeva osobu koja se bespravno naseli na tuđem zemljištu.
Squatter naselja nastaju neplanirano, spontano, vrlo često su prenapučena te bez osnovne komunalne infrastrukture, bez vode, kanalizacije, struje, bez škola i opskrbnih centara.
Udio površine, ali i stanovništva takvih nekontrolirano podignutih naselja u ukupnoj površini (i broju stanovnika) velikih gradova je velik - često iznosi preko 50%. 
Sami squatteri mogu biti stacionarni i mobilni. Stacionarni su oni koji imaju izgrađene nastambe, a mobilni su bez nastamba. Oni preko dana žive na ulici, a noću spavaju na pločnicima. 
Postoje različiti nazivi za squatter naselja, ovisno o zemlji u kojoj se pojavljuju. 
- barriadas - Peru, Venezuela
- barrios - Argentina
- bidonvilles - Maroko, Kenija
- bustees - Indija
- callampas - Čile
- cheris - Indija
- favelas - Brazil
- geçecondu - Turska
- Hausbesetzung - Njemačka
- jhuggis - Pakistan
- kampongs - Jugoistočna Azija
- mocambos - Brazil
- paracaidistas - Meksiko

U Jugoistočnoj Aziji česta je pojava čak i kampongsa na vodi - naselja u čamcima!
Poznato squattersko naselje bila je ulica u Kenningtonu u Južnom Londonu, St. Agnes Place, u kojoj je neko vrijeme boravio Bob Marley.

## Vanjske poveznice
Squatters, favelas, barriadas … - različiti nazivi, isti problemi   Arhivirana inačica izvorne stranice od 31. svibnja 2006. (Wayback Machine)